# یواس‌اس براک (ای‌پی‌دی-۹۳)
یواس‌اس براک (ای‌پی‌دی-۹۳) (به انگلیسی: USS Brock (APD-93)) یک کشتی است که طول آن ۳۰۶ فوت (۹۳ متر) می‌باشد. این کشتی در سال ۱۹۴۴ ساخته شد.